# Клиновка (Волгоградская область)
Клиновка — село в Ольховском районе Волгоградской области, в составе Ольховского сельского поселения.
Основано в 1830-х годах.
Население — 257 чел. (2010)

## История
Первоначально известно как Кленовка. Согласно Историко-географическому словарю Саратовской губернии, изданному в 1898-1902 годах деревня Кленовка относилось к Ольховской волости Царицынского уезда Саратовской губернии. Деревня заселена в  1830-х годах государственными крестьянами. При поселении крестьяне пользовались землёй совместно с крестьянами деревни Николаевка Камышинского уезда. В 1870-х земли были разделены. Крестьянам Кленовки была отведена 1971 десятина удобной и неудобной земли.
С 1928 года — в составе Ольховского сельсовета Ольховского района Камышинского округа (округ ликвидирован в 1934 году) Нижневолжского края (с 1935 года — Сталинградского края, с 1936 года — Сталинградской области). В 1934 году образован Клиновский сельсовет  с 1961 года — Волгоградской области). В 1954 году	Ольховский и Клиновский были объединены в один Ольховский сельсовет, с центром в селе Ольховка.

## Общая физико-географическая характеристика
Село находится в степной местности, на реке Ольховка (правый приток Иловли), у подножия Доно-Медведицкой гряды, являющейся частью Приволжской возвышенности, на высоте около 80 метров над уровнем моря. В 2,7 км северо-западнее села возвышается гора Белая (151 метр над уровнем моря). Склоны долины Ольховка изрезаны балками и оврагами. Почвы тёмно-каштановые.
Через село проходит автодорога Ольховка и Иловля. По автомобильным дорогам расстояние до областного центра города Волгоград — 170 км, до районного центра села Ольховка — 6 км.
Часовой пояс
Клиновка, как и вся Волгоградская область, находится в часовой зоне МСК (московское время). Смещение применяемого времени относительно UTC составляет +3:00.

## Население
Динамика численности населения
| 1862 | 1883 | 1894 | 1897 | 1911 | 1987 | 2002 |
| ---- | ---- | ---- | ---- | ---- | ---- | ---- |
| 477  | 743  | 874  | 846  | 1024 | ≈260 | 211  |

| 2010 |
| ---- |
| 257  |